# Alseodaphne suboppositifolia
Alseodaphne suboppositifolia är en lagerväxtart som beskrevs av Kostermans. Alseodaphne suboppositifolia ingår i släktet Alseodaphne och familjen lagerväxter. Inga underarter finns listade i Catalogue of Life.